# Günter Blobel
Günter Blobel (Waltersdorf, 21 de maig de 1936 - Ciutat de Nova York, 18 de gener de 2018) fou un oncòleg, biòleg i professor universitari estatunidenc d'origen alemany, guardonat amb el Premi Nobel de Medicina o Fisiologia l'any 1999.

## Biografia
Va néixer el 21 de maig de 1936 a la ciutat de Waltersdorf, població situada en aquells moments a Alemanya però que avui dia forma part de la Silèsia polonesa i rep el nom de Niegosławice. Va estudiar medicina a la Universitat de Tübingen, on es graduà el 1960, i va realitzar posteriorment el seu doctorat l'any 1967 a la Universitat de Wisconsin-Madison, on s'especialitzà en oncologia. Ha desenvolupat tota la seva de recerca i docent a la Universitat Rockefeller de Nova York, on treballa al laboratori de biologia cel·lular. L'any 1987 aconseguí la nacionalitat nord-americana.

## Recerca científica
Durant la dècada del 1970 s'interessà per les proteïnes i aconseguí descobrir que aquestes tenen senyals intrínsecs que governen el seu transport i situació en la cèl·lula, i que ell anomenà hipòtesi del senyal. Per aquests treballs l'any 1999 fou guardonat amb el Premi Nobel de Medicina o Fisiologia.